# III Królewsko-Bawarski Korpus Armijny

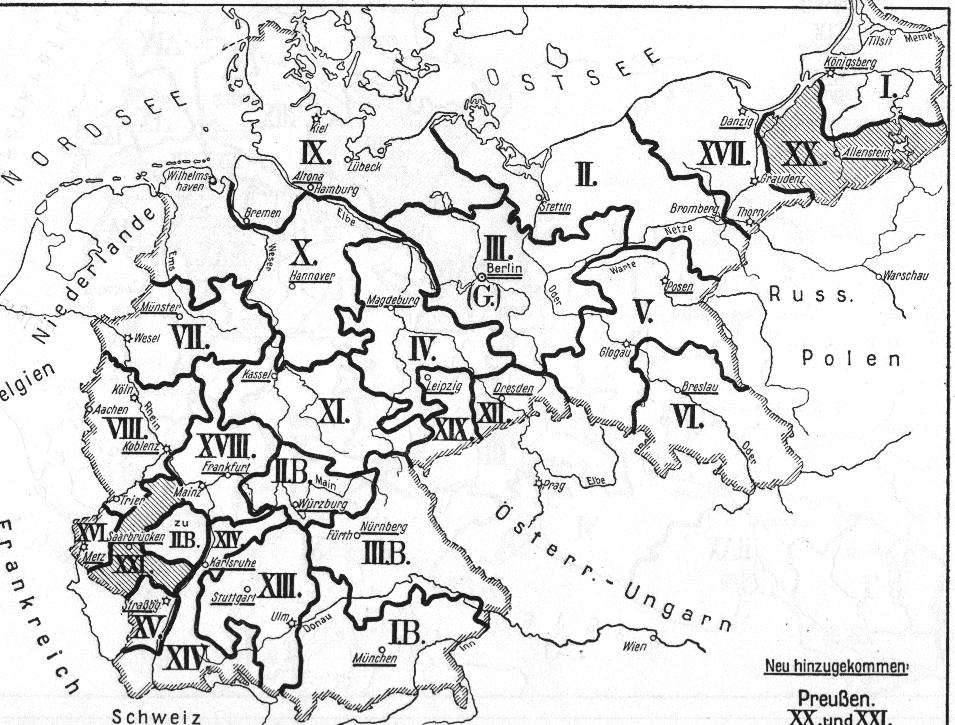
Zasięg korpusów w 1914

III Królewsko-Bawarski Korpus Armijny  (niem. III. Königlich Bayerisches Armee-Korps)  – wyższy związek taktyczny Armii Cesarstwa Niemieckiego. 
W sierpniu 1914 rozwinięto w Niemczech do etatów wojennych związki operacyjne (armie). W skład 6 Armii wszedł między innymi III Bawarski Korpus Armijny.  Barwą III BKA był cytrynowy.
W I wojnie światowej korpus walczył na froncie zachodnim.

## Struktura organizacyjna
Skład od 2 VIII 1914 do 20 IX 1915:
- dowództwo korpusu
- 5 Bawarska Dywizja Piechoty
- 6 Bawarska Dywizja Piechoty

## Dowódcy korpusu
| Stopień           | Imię i nazwisko                     | Okres (od)  |
| ----------------- | ----------------------------------- | ----------- |
| generał piechoty  | Heinrich Ritter von Xylander        | 22 III 1900 |
| generał piechoty  | Karl Freiherr von Horn              | 19 III 1904 |
| generał piechoty  | Luitpold von der Tann-Rathsamhausen | 10 IV 1905  |
| generał kawalerii | Otto Kreß von Kressenstein          | 4 V 1910    |
| generał kawalerii | Luitpold Freiherr von Horn          | 6 II 1912   |
| generał kawalerii | Ludwig Freiherr von Gebsattel       | 19 III 1914 |
| generał artylerii | Hermann Freiherr von Stein          | 12 I 1917   |
| Nie było dowódcy  | Nie było dowódcy                    | 19 XII 1918 |
| generał lejtnant  | Eugen von Zoellner                  | 19 VI 1919  |